# Херфорд (район)
Херфорд (нем. Herford) — район в Германии. Центр района — город Херфорд. Район входит в землю Северный Рейн-Вестфалия. Подчинён административному округу Детмольд. Занимает площадь 450 км². Население — 249,5 тыс. чел. (2010). Плотность населения — 554 человека/км².
Официальный код района — 05 7 58.
Район подразделяется на 9 общин.

## Города и общины
1. Херфорд (64 278)
2. Бюнде (44 645)
3. Лёне (40 212)
4. Энгер (20 015)
5. Хидденхаузен (19 982)
6. Флото (19 381)
7. Кирхленгерн (16 149)
8. Шпенге (15 005)
9. Рёдингхаузен (9871)

(30 июня 2010)